# Ainda Agarro Esta Vizinha...
Ainda Agarro Esta Vizinha... é um filme brasileiro de comédia, que estreou em julho de 1974, dirigido por Pedro Carlos Rovai e produzido pela Sincrocine. O filme teve um público de 1.922.478 espectadores, sendo o quarto filme mais assistido de 1974.

## Elenco[2]
- Adriana Prieto...Teresa
- Cecil Thiré...Otávio "Tatá"
- Sérgio Hingst...Bob Simão (creditado como Sergio Hingst)
- Lola Brah...Olga
- Hugo Bidet...Mágico
- Carlos Leite..."Gilda", o porteiro
- Fregolente...síndico
- Wilza Carla...Berta Durval
- Angelo Antônio...Pelotão, o guarda-costas
- Edy Star...cantor
- Meiry Vieira...mulher do supermercado (creditada como Meyry Vieira)
- Valentina Godoy...Prostituta
- Monique Evans (creditada como Monique Nery)
- Yang...Vampiro
- Martim Francisco...padre
- Marcelo Baraúna...publicitário
- Nídia de Paula...moça da vitrola
- Teobaldo...escocês

## Sinopse
Tatá mora num minúsculo apartamento num populoso edifício no Rio de Janeiro e tem dificuldades para dormir com o barulho dos vizinhos. É publicitário mas não gosta de trabalhar e está constantemente sem dinheiro, assim como seus amigos que moram no mesmo prédio. Para conseguir comer muitas vezes ele aluga o apartamento para casais, ajudado pelo porteiro homossexual "Gilda" e participa de espetáculos amadores com seu amigo mágico e sua amiga Berta. Certo dia, ele avista pela janela de outro apartamento a bonita Teresa e se apaixona por ela. Mas a moça mora com sua madrinha Olga, que quer que ela se case com Bob Simão, um rico empresário que na verdade é proxeneta. Teresa se interessa por Tatá e aos poucos, aceita namorar com ele, mesmo a madrinha o ameaçando inclusive com um revólver, e Bob Simão mandando um corpulento guarda-costas atrás dele.[carece de fontes?]